# Случай с ефрейтором Кочетковым
Случай с ефрейтором Кочетковым — советский приключенческий фильм 1955 г. режиссёра А. Разумного.

## Сюжет
Наводчик-артиллерист ефрейтор Василий Кочетков знакомится с продавщицей военторга Валей Градской и становится частым гостем у неё дома, где знакомится с её бабушкой. Он влюбляется в Валю, однако разговоры, которые она заводит, вызывают у него всё большее беспокойство, которым он делится с сослуживцами. 
Валя также замечает изменения в его отношении. Однажды за обедом у Вали он неожиданно теряет сознание.
Вскоре он догадывается, что девушка и её бабушка — шпионки. Более того, с ним знакомится подозрительный человек, который выдаёт себя за сотрудника госбезопасности и одновременно интересуется контактами Кочеткова и информацией о его части.
Кочетков сообщает командованию о своих подозрениях и получает задание — продолжать играть роль жениха. В конце концов, военным удаётся разоблачить сеть шпионов.

## В ролях
- Вадим Грачёв — ефрейтор Василий Кочетков
- Данута Столярская — Валя (продавщица-шпионка)
- Иван Косых — старший сержант Борзиков
- Исай Гуров — ефрейтор Веселов
- Борис Ситко — Иван Капитонович Колин (шпион «Сутулый»)
- Валентина Журавская — Антонина Павловна, «бабушка» Вали (пожилая шпионка)
- Юрий Фомичёв — подполковник Трушин
- Сергей Гребенников — капитан Гаранин
- М. Ефимов — старший лейтенант Фёдоров
- А. Павлиди — старшина Бутенко

## Пародии
В 1991 г. режиссёр О. Ковалов смонтировал из фрагментов фильма о Кочеткове (основной сюжет) и других советских чёрно-белых фильмов пародийную комедию «Сады скорпиона».